# هنری پیسپانن
هنری پیسپانن (به انگلیسی: Henri Piispanen) (زاده ۱۹۹۴) بازیگر، خواننده و ترانه‌سرا فنلاندی است.
او نماینده فنلاند در یوروویژن ۲۰۲۴ است.